# Podogonie

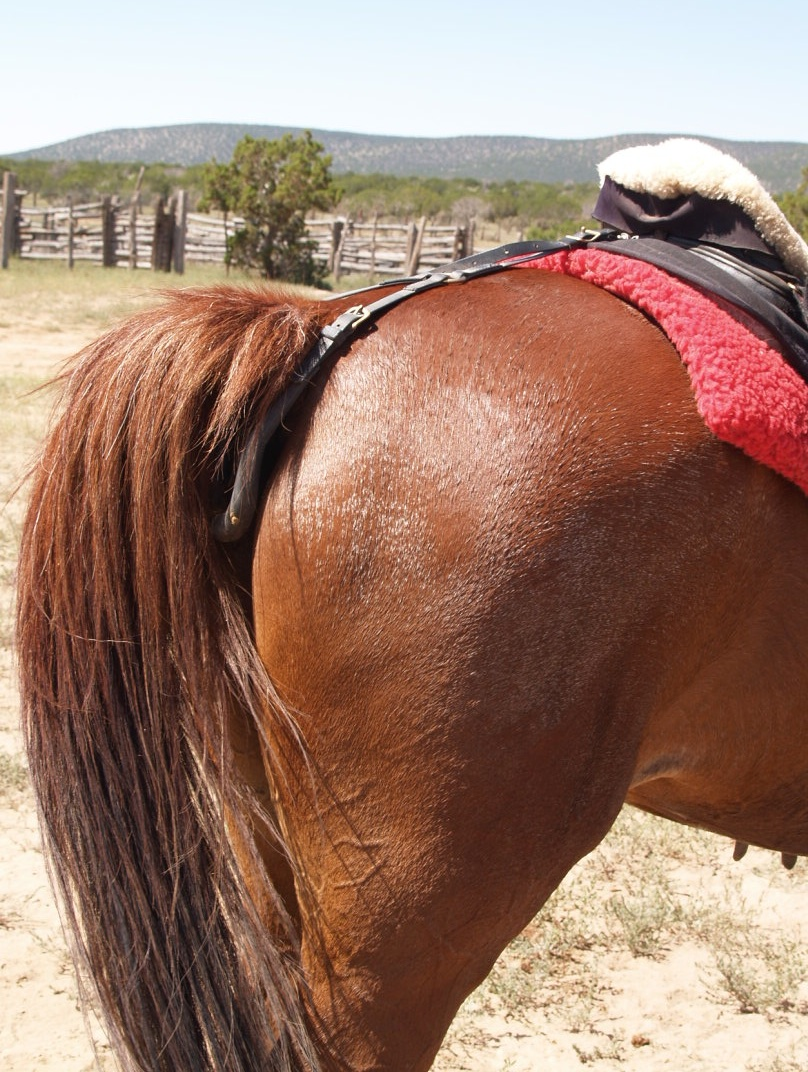
Podogonie

Podogonie – pas, który z jednej strony przymocowany jest do siodła, a z drugiej strony zakończony jest pętlą służącą do przewleczenia ogona konia. Pętla po przewleczeniu powinna znaleźć się pod rzepem ogona.
Podogonie zapobiega przesuwaniu się siodła do przodu, w przypadku gdy nie znajduje ono oparcia na kłębie konia. Z tego powodu najczęściej podogonie używane jest u kuców (niski kłąb to cecha charakterystyczna ich budowy). Zdarzają się również duże konie o słabo zarysowanym kłębie lub wąskiej klatce piersiowej, wymagające stosowania podogonia.
Inny sposób zapobiegania przesuwaniu siodła do przodu to forgurt (vorgurt).
Przesuwaniu siodła do tyłu zapobiega napierśnik.